# Galatás (kommunhuvudort)
Galatás (Galatas) är en kommunhuvudort i Grekland.   Den ligger i prefekturen Nomós Piraiós och regionen Attika, i den sydöstra delen av landet, 60 km söder om huvudstaden Aten. Galatás ligger 16 meter över havet och antalet invånare är 2 195.
Terrängen runt Galatás är kuperad. Havet är nära Galatás norrut.Runt Galatás är det ganska glesbefolkat, med 35 invånare per kvadratkilometer. Närmaste större samhälle är Poros, 0,55 km nordost om Galatás. 